# Knefastia funiculata
Knefastia funiculata is een slakkensoort uit de familie van de Pseudomelatomidae. De wetenschappelijke naam van de soort is voor het eerst geldig gepubliceerd in 1840 door Kiener.